# آفتابگردان‌های وحشی
آفتابگردان‌های وحشی فیلمی به کارگردانی  و نویسندگی نورمحمد عاشوری نسب ساختهٔ سال ۱۳۸۲ است.

## بازیگران
- مجید عاشوری نسب
- حلیمه عاشوری نسب